# Тит Аний Луск (консул 153 пр.н.е.)
Вижте пояснителната страница за други личности с името Тит Аний Луск.
Тит Аний Луск (на латински: Titus Annius Luscus) e политик на Римската република през 2 век пр.н.е.
Той произлиза от фамилията Ании и е вероятно син на Тит Аний Луск.
През 153 пр.н.е. е избран за консул заедно с Квинт Фулвий Нобилиор. Двамата започват работа на 1 януари, преди това винаги се започвало на 15 март на Idibus Martiis. Затова днес се смята 1 януари за началото на годината. На 23 август започва испанската война. Колегата му Нобилиор е нападнат при Нуманция от келтиберите и загубва един цял легион.
През 133 пр.н.е. Луск е против реформите на Тиберий Семпроний Гракх.